# Оваднівська сільська територіальна громада
Оваднівська сільська територіальна громада — територіальна громада в Україні, на територіях Володимирського району Волинської області. Адміністративний центр — село Овадне.
Площа громади — 282,44 км², населення — 4888 мешканців (2018).
Утворена 23 червня 2016 року шляхом об'єднання Білинської, Галинівської, Красноставської, Оваднівської сільських рад Володимир-Волинського району та Гайківської сільської ради Турійського району.
Перспективним планом формування громад Волинської області 2020 року було передбачено приєднання до складу громади Овлочинської сільської ради Турійського району.
Утворена згідно розпорядження Кабінету Міністрів України від 12 червня 2020 р. № 708-р у складі Білинської, Галинівської, Красноставської, Оваднівської сільських рад Володимир-Волинського району та Гайківської, Овлочинської сільських рад Турійського району.

## Населені пункти
До складу громади входять 21 село: Білин, Верба, Воля-Свійчівська, Гайки, Галинівка, Гевин, Замости, Красностав, Крать, Ліски, Людмильпіль, Маркелівка, Овадне, Овлочин, Охнівка, Писарева Воля, Руда, Свійчів, Ставки, Сусваль та Ягідне.

## Географія
Територією громади протікає річка Турія.